# Ruth Blum
Ruth Blum (Wilchingen, 2 september 1913 - Schaffhausen, 2 augustus 1975) was een Zwitserse onderwijzeres en schrijfster.

## Biografie
Ruth Blum was een dochter van Eugen Blum, die kleermaker was, en van Hedwig Hablützel. Nadat ze haar schoolloopbaan aan de normaalschool van Schaffhausen vroegtijdig had beëindigd, oefende ze diverse beroepen uit. In 1941 bracht ze haar eerste roman uit, Blauer Himmel - grüne Erde, die bestond uit reportages over de nationale tentoonstelling van 1939. Het werk kende een mooi succes, maar haar schrijfsels stelden haar niet in staat om ervan te leven. Ze maakte haar school alsnog af en ging in 1950 aan de slag als onderwijzeres. Nadat ze in 1961 vroegtijdig met pensioen ging om gezondheidsredenen, schreef ze diverse autobiografische werken, zoals Wie Reif auf dem Lande uit 1964, waarin ze vertelt over haar ziekte. Haar gedichten, verhalen, romans en radiospelen leverden haar diverse prijzen op.

## Werken
- (de)  Blauer Himmel - grüne Erde, 1941.
- (de)  Wie Reif auf dem Lande, 1964.